# Maybe I Should
Maybe I Should – singel grupy I Am Kloot, niepromujący żadnego albumu, wydany 21 listopada 2005 roku.
Jest to pierwsze wydawnictwo tego zespołu po jego rozstaniu z wytwórnią Echo. Ukazało się nakładem Skinny Dog Records – wytwórni, do której założycieli należą m.in. Peter Jobson (basista I Am Kloot) i Guy Garvey (Elbow). Płyta uplasowała się na miejscu 128 listy UK Singles Chart.
Piosenki nagrano jesienią 2005 w Blueprint Studio w Salford. Produkcją muzyczną, miksowaniem i masteringiem zajęli się dwaj członkowie grupy Elbow – Guy Garvey i Craig Potter. Mniej więcej 5 lat później, oboje wyprodukowali również piąty, studyjny album grupy I Am Kloot, zatytułowany Sky at Night (2010). Wcześniej natomiast, Garvey wyprodukował Natural History (2001) – debiutancki album tego zespołu.
Singel wydano pod postacią płyty gramofonowej 7" w limitowanym nakładzie, CDS w limitowanym nakładzie oraz jako tzw. download.

## Lista utworów
strona A: „Maybe I Should”

strona B: „Strange Little Girl”

Autorem wszystkich piosenek jest John Bramwell (wokalista i gitarzysta I Am Kloot).

## Oprawa graficzna
Na okładce płyty dominuje kolor czarny z akcentami czerwieni i bieli. Na przodzie znajduje się zdjęcie młodej kobiety trzymającej przy ustach papierosa, ubranej w czapkę, czarny stanik i spodnie na szelkach. Fryzura bob (krótkie, czarne włosy z grzywką zakrywającą czoło) i makijaż (czerwone usta, mocno podkreślone oczy) kontrastujące z jasną cerą przypominają trochę estetykę flappers z połowy lat 20. XX wieku.
Autorzy oprawy graficznej:
- Layla (czyli Layla Sailor / Layla Regan) – modelka i fotografia[4]
- Luke McLean – projekt[4]